# Diecezja rożniawska

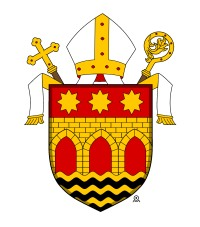
herb diecezji

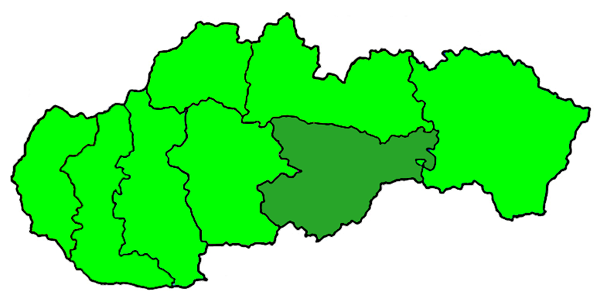
Diecezja rożniawska (zaznaczona kolorem ciemnozielonym)

Diecezja rożniawska (łac.: Dioecesis Rosnaviensis, słow.: Rožňavská rímskokatolícka diecéza) – katolicka diecezja słowacka położona w południowo-wschodniej części kraju. Siedziba biskupa znajduje się w katedrze Wniebowzięcia NMP w Rożniawie.

## Historia
13 marca 1776 r. papież Pius VI dokonał reorganizacji struktury kościelnej na obszarze tzw. Górnych Węgier ustanawiając trzy nowe diecezje: spiską, bańskobystrzycką i rożniawską, na obszarach wydzielonych z archidiecezji ostrzyhomskiej. Ich utworzenie było inicjatywą cesarzowej Marii Teresy, która uznała, że po przyłączeniu do cesarstwa ziem z pierwszego rozbioru Polski arcybiskupstwo ostrzyhomskie zajmuje zbyt dużą powierzchnię, aby można było nim sprawnie zarządzać. W 1977 r. diecezja została sufraganią metropolii trnawskiej, zaś w 1995 metropolii koszyckiej.

## Biskupi
- ordynariusz - bp Stanislav Stolárik

## Dekanaty
Współcześnie diecezja rożniawska dzieli się na 8 następujących dekanatów:
- Brezniansky - siedziba Brezno
- Hronský - siedziba Heľpa
- Jasovsko-Turniansky - siedziba Vyšný Medzev
- Novohradský - siedziba Łuczeniec
- Muránsky - siedziba Revúca
- Malohontský - siedziba Rymawska Sobota
- Rožňavský - siedziba Rożniawa
- Spišský - siedziba Gelnica

## Statystyki
| Rok  | Liczba ludności | Rzymscy katolicy | Procent katolików | Parafie | Księża diecezjalni | Księża zakonni | Księża łącznie | Bracia zakonni | Siostry zakonne |
| ---- | --------------- | ---------------- | ----------------- | ------- | ------------------ | -------------- | -------------- | -------------- | --------------- |
| 1949 | 313 695         | 167 338          | 53.3%             | 88      | 115                | 21             | 136            | 28             | 192             |
| 1969 | 331 174         | 206 924          | 62.5%             | 81      | 81                 | 8              | 89             | 8              | 173             |
| 1980 | 356 905         | 205 744          | 57.6%             | 87      | 74                 | 12             | 86             | 12             | 138             |
| 1990 | 328 144         | 183 533          | 55.9%             | 87      | 79                 | 10             | 89             | 10             | 80              |
| 2000 | 341 100         | 172 950          | 50.7%             | 93      | 94                 | 37             | 131            | 56             | 138             |
| 2002 | 350 981         | 197 737          | 56.3%             | 94      | 82                 | 40             | 122            | 64             | 121             |
| 2017 | 385 729         | 205 792          | 53.3%             | 113     | 93                 | 26             | 119            | 24             | 63              |